# Joseph Drapeau
Pour les articles homonymes, voir Drapeau (homonymie).
Joseph Drapeau, né le 13 avril 1752 à Pointe-Lévy et mort le 3 novembre 1810 à Québec, est un seigneur, marchand et homme politique bas-canadien. Il a représenté le district électoral de Northumberland à la Chambre d'assemblée du Bas-Canada en 1809 et 1810.

## Biographie

### Jeunesse
Né à Pointe-Lévy (aujourd'hui Lévis), Joseph Drapeau est le fils de Pierre Drapeau, un agriculteur, et de Marie-Joseph Huard, dit Désilets. Drapeau s'établit à Québec durant les années 1770. Officier de milice, il sert durant l'invasion américaine de 1775-1776. En 1779, il obtient un permis de vente d'alcool et deux ans plus tard, un permis d'hôtelier. Il est également propriétaire d'un magasin général sur la place du Marché, dans la Basse-Ville de Québec et fournit des produits importés aux marchands Louis Bourdages et Louis Bélair. Il marie la fille du seigneur de Tilly, Marie-Genevière Noël, en 1782.

### Négociant prospère
En 1799, il devient propriétaire d'un chantier naval à Baie-Saint-Paul. Il utilise certains des navires construits au chantier pour faire le commerce entre Montréal et Rimouski et commerce directement avec l'Europe.
Il fait l'acquisition de la seigneurie de Champlain en 1789. L'année suivante, il achète les seigneuries de Lessard et celle de Nicolas-Rioux. Il effectue ensuite des transactions financières avec les héritiers de René Lepage et devient propriétaire de quatre autres seigneuries dans la région de Rimouski : les seigneuries de Rimouski et Saint-Barnabé, Mitis, Pachot et Sainte-Claire. En 1797, il vend la seigneurie de Champlain et achète la moitié de celle de l'Île-d'Orléans. En 1805, il achète le douzième des seigneuries de Rigaud-Vaudreuil, de Gentilly, de Perthuis, de Beauvais, de Rivière-Duchesne et de Sainte-Barbe-de-la-Famine, qu'il revendra en 1809.

### Carrière politique
Élu député de Northumberland à la Chambre d'assemblée du Bas-Canada en 1809, il s'allie au Parti canadien pour exclure les juges de la chambre. Réélu en 1810, il meurt en fonction à Québec à l'âge de 58 ans. Son petit-fils, Ulric-Joseph Tessier, a été député à l'Assemblée législative de la Province du Canada, sénateur canadien et maire de Québec.
Le fonds d'archives de Joseph Drapeau est conservé au centre d'archives de Rimouski de Bibliothèque et Archives nationales du Québec.

### Mort
Il est mort en 1810 à Québec et il est inhumé au Cimetière des Picotés.